# Childe Roland to the Dark Tower Came

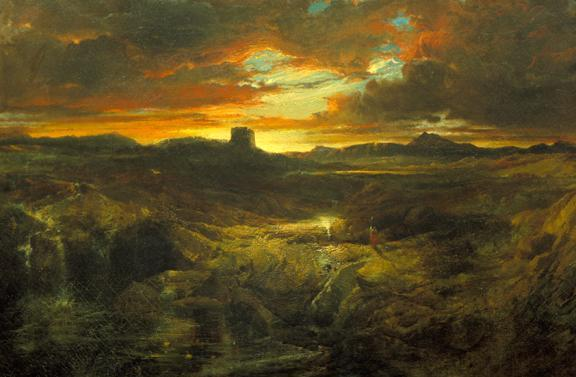
Pintura de Thomas Moran sobre el poema pintada en 1859.

Childe Roland to the Dark Tower Came (En español "Childe Roland a la Torre Oscura llegó") es un poema escrito en 1855 por el inglés Robert Browning y publicado por primera vez en su libro recopilatorio de poemas Men and Women. El título del poema proviene de la tragedia El rey Lear escrita por William Shakespeare:

" Child Roland to the Dark Tower came,
His word was still 'Fie, foh, and fum 
I smell the blood of a British man."
William Shakespeare, "El rey Lear" Acto 3, Escena 4

## Contenido
El poema consta de 34 estrofas en sexteto y relata la parte final del viaje de Roland hacia la Torre Oscura y su llegada, así como el recuerdo de Roland sobre sus antiguos compañeros en la búsqueda de La Torre Oscura:

¡Eso no! Imaginé el enrojecido rostro de Cuthbert

Bajo el adorno de sus dorados rizos,
Querido amigo, hasta que casi pude sentirlo rodear
Su brazo con el mío para llevarme hacia el lugar,
Como él solía hacerlo. ¡Ay! ¡La desgracia de una noche!

Se apagó el nuevo fuego de mi corazón y lo dejó frío
Robert Browning, "Childe Roland to the Dark Tower Came" Estrofa XVI

El nombre Roland y el término Childe sugiere que el protagonista sea el personaje Roldán del Cantar de Roldán.

## Influencia
- El escritor estadounidense Stephen King se inspiró en el poema para escribir la saga de La Torre Oscura.[1]